# Lluís R. de F. Baixeras Espiell
Lluís R. de F. Baixeras Espiell   (Barcelona, 12 de juny de 1871 - Barcelona, juliol 1915) fou un dirigent esportiu relacionat amb l'automobilisme català.
Va néixer al carrer d'Amargós de Barcelona, fill de Lluís Baixeras i Puig, natural de Barcelona, i de Teresa Espiell i Perajoan, natural de Mataró.
Després de la renúncia d'Enric Cera, esdevingué president del Reial Automòbil Club de Catalunya (1906-1908). Gran apassionat de l'automobilisme, fou col·leccionista dels models de cotxes més moderns de l'època.